# 沈大伟
沈大伟（David Shambaugh，1953年1月18日—），美国知名的中国与亚洲事务专家，乔治·华盛顿大学教授、中国政策研究项目主任。

## 生平
沈大伟出生于芝加哥，父亲为著名耳鼻喉科学家乔治·香博（George E. Shambaugh）。他毕业于乔治·华盛顿大学东亚学专业，后在约翰·霍普金斯大学尼采高级国际研究学院获国际关系硕士学位。后又获密歇根大学政治学博士学位，师从中国事务专家米克尔·奥森柏格。他曾于1976年至1977年担任美国国务院情报和研究局分析员，1977年至1978年又任职于美国国家安全委员会。
1979年中華人民共和國與美國建立邦交后，沈大伟作为首批美国留学生前往中国，先后在南开大学、复旦大学学习汉语。1983年至1985年间，他在北京大学国际政治系从事博士研究。
沈大伟曾于1987至1988年间担任伍德罗·威尔逊国际学者中心亚洲项目代理主任兼项目副主任。1988年起在伦敦大学亚非学院任教，还曾在那里担任过《中国季刊》编辑。1996年起，他开始出任乔治·华盛顿大学埃略特国际事务学院教授、中国政策研究项目主任，并兼布鲁金斯学会外交政策项目高级研究员。此外，沈大伟还是美中关系全国委员会、国际战略研究所、外交关系委员会、美国亚太安全理事会等机构的成员，并担任美国国防部、福特基金会、洛克菲勒基金会、美国新闻署、微软公司等的顾问。

## 觀點
2009年，沈大偉出版書籍《中國共產黨：收縮與調適》，認為中國共產黨能夠克服其自身的內部矛盾，做出正確的決策，推動中國的向前運行。不過他後來在接受《紐約時報》採訪時解釋，他出版那本書的時候曾慶紅推行的改革仍在進行，但之後的中共總書記胡錦濤及其他中共高層轉回保守，之後的中共總書記習近平更是如此。
2015年3月6日，《華爾街日報》刊登沈大偉的文章〈即將到來的中國崩潰〉（The Coming Chinese Crackup），宣稱中共在中國的統治已開始進入“最終階段（endgame）”，無人能預測中共將於何時崩潰，“但很難不得出結論說，我們正在目睹它的最後階段”。2015年4月2日，沈大偉舉辦演講會，他說，他預測的是中共的“延長式衰落”，這與章家敦提出的中國崩潰論是兩碼事，“請別把我當作是與章家敦一夥的（Please don't put me in Gordon Chang's camp），我對中共的分析比他的要細緻複雜得多”；演講會結束後，中國評論通訊社記者問沈大偉，他是否覺得中共只能走“美國模式”才有出路；沈大偉搖頭，答“不、不、不，我不是要推銷華盛頓共識，我沒那麼蠢”。

## 對〈即將到來的中國崩潰〉的評論
美国文博大学政治系教授、上海美国学会资深研究员滨认为沈大伟发表〈即將到來的中國崩潰〉一文是想要进入希拉里·克林顿的外交-安全团队，沈大伟身为民主党人却在保守的《华尔街日报》上写文章，不仅是为了防止共和党和保守派的再度攻击，也是加盟对华强硬的希拉里团队不可或缺的“敲门砖”。他又稱這些推断，不管逻辑上多么合理，可能也仅仅是假说而已，沈氏也许根本无意官场。即便如此，美国的“中国学”界绝非净土一块，更是“是非”之地。
金一南在演讲中透露中国国际战略协会副会长龚显福问基辛格询问沈大伟究竟怎么回事。基辛格一開始不清楚是誰發文的，回答說你们都是中国的大学者，不要看美国的小报，小报为了登广告赚钱，上面的消息都是不实的。得知是沈大伟在華爾街日報發文後，他說这是沈大伟想要当副国务卿，在迎合美国总统候选人的喜好，2015年底之前沈大伟就会因为当不成副国务卿而观点反转。2015年7月1日《华尔街日报》发表沈大伟的另一篇长文，《如何与一个崛起的中国打交道》，当年就回归学术，观点反转。
沈大伟在接受BBC採訪時，指出該文章的标题是《华尔街日报》编辑所起，并非他本意。沈大伟表示：「我不是崩溃论者」「我不希望中国崩溃，我希望中国成功、改革，并且在各方面进步。」有人指出沈大伟在〈即將到來的中國崩潰〉一文前后对中国的态度变化巨大，由温和派转变为唱衰派。沈大伟則表示他自己的观点并没有改变，改变的是中国。“我当时和现在的论调都是列宁式政党会不可避免地收缩。”

## 作品
- . 1984.
- China's Military in Transition (1991)
- Beautiful Imperialist (1993)
- Deng Xiaoping: Portrait of a Chinese Statesman (1995)
- Chinese Foreign Policy: Theory and Practice (1996)
- The China Reader: The Reform Era (1998)
- China's Military Faces the Future (1999)
- Is China Unstable: Assessing the Factors (2000)
- The Modern Chinese State (2000)
- The Odyssey of China's Imperial Art Treasures (2005)
- Modernizing China's Military (2003)
- Power Shift: China & Asia's New Dynamics (2005)
- China-Europe Relations (2007)
- China Watching: Perspectives from Europe, Japan, and the United States (2007)
- American and European Relations with China (2008)
- China's Communist Party: Atrophy & Adaptation (2008)
- International Relations of Asia (2008)
- Charting China's Future: Domestic and International Challenges (2011)
- China Goes Global: The Partial Power (Oxford University Press, 2013)
- China's Future (Polity, 2016)
- . Correspondence. Quarterly Essay. Mar 2018, 69: 101–108.
- China and the World (Oxford University Press, 2020).
- Where Great Powers Meet: America and China in Southeast Asia (Oxford University Press, 2020).
- China's Leaders: From Mao to Now (Polity, 2021)